# 多田不二
多田 不二（ただ ふじ、1893年12月15日－1968年12月17日)は、日本の詩人。

## 略歴
茨城県結城郡結城町（現・結城市）生まれ。江戸時代から続く医者の家系に生まれる。父は産婦人科医。旧制第四高等学校文科乙類を経て、1919年に東京帝国大学文学部心理学科を卒業。日本放送協会に勤務、松山支局長を務めた。室生犀星らの「感情」の同人となる。1917年詩話会結成に参加。20年「悩める森林」を発表。「帆船」を主宰し、第2詩集「夜の一部」を刊行したが次第に詩作から離れた。大甥は免疫学者で東京大学名誉教授の多田富雄。

## 著書
- 『悩める森林 多田不二詩集』感情詩社 1920
- 『心理学と児童心理』(婦人知識叢書)実業之日本社 1924
- 『夜の一部』(現代詩人叢書 新潮社 1926
- 『児童劇 人形師の夢』吉川弘文館 1936
- 『多田不二著作集 詩編』潮流社 1997
- 『多田不二著作集 児童文学・評論篇』潮流社 1998
- 『神秘の詩の世界 多田不二詩文集』講談社文芸文庫 2000